# Lữ Quang Ngời
Lữ Quang Ngời (sinh ngày 4 tháng 4 năm 1972) là chính trị gia người Việt Nam. Ông hiện giữ chức vụ Phó Bí thư Tỉnh ủy, Chủ tịch Ủy ban nhân dân tỉnh Vĩnh Long.

## Xuất thân và giáo dục
Lữ Quang Ngời sinh ngày 4 tháng 4 năm 1972, quê quán tại xã Đông Hòa Hiệp, huyện Cái Bè, tỉnh Tiền Giang.
Ông có học vấn đại học Luật kinh tế.
Ông còn có bằng chuyên viên cao cấp quản lý nhà nước.

## Sự nghiệp
Lữ Quang Ngời là đảng viên Đảng Cộng sản Việt Nam. Ông có bằng Thạc sĩ Xây dựng Đảng (Đảng Cộng sản Việt Nam), trình độ Cử nhân lí luận chính trị Đảng Cộng sản Việt Nam.
Ông từng đảm nhiệm các chức vụ Phó Giám đốc, rồi Giám đốc Sở Thương binh và Xã hội tỉnh Vĩnh Long, bí thư huyện ủy Tam Bình.
Chiều ngày 10 tháng 12 năm 2015, tại kì họp lần thứ 15 của Hội đồng nhân dân tỉnh Vĩnh Long khóa 8, Lữ Quang Ngời, Ủy viên Ban Thường vụ Tỉnh ủy, Phó Chánh Văn phòng Tỉnh ủy Vĩnh Long, được bầu giữ chức Phó Chủ tịch UBND tỉnh Vĩnh Long nhiệm kì 2011-2016 (cùng với Trần Hoàng Tựu).
Sau đó ông tái đắc cử chức vụ Phó Chủ tịch Ủy ban nhân dân tỉnh Vĩnh Long nhiệm kì 2016-2021.
Từ ngày 1 tháng 7 năm 2019, chủ tịch Ủy ban nhân dân tỉnh Vĩnh Long Nguyễn Văn Quang nghỉ hưu.
Chiều ngày 1 tháng 7 năm 2019, Ban thường vụ Tỉnh ủy Đảng Cộng sản Việt Nam tại Vĩnh Long đã phân công Lữ Quang Ngời phụ trách Ủy ban nhân dân tỉnh Vĩnh Long cho đến khi Hội đồng nhân dân tỉnh Vĩnh Long bầu bổ sung Chủ tịch Ủy ban nhân dân tỉnh Vĩnh Long nhiệm kì 2016-2021.
Sáng ngày 13 tháng 1 năm 2020, tại kì họp thứ 15 (bất thường) của Hội đồng nhân dân tỉnh Vĩnh Long khóa 9, Lữ Quang Ngời được 43 đại biểu Hội đồng nhân dân có mặt (tổng số đại biểu là 49) bầu giữ chức vụ Chủ tịch Ủy ban nhân dân tỉnh Vĩnh Long nhiệm kì 2016-2021.
Ngày 30 tháng 1 năm 2020, Ban Thường vụ (BTV) Tỉnh ủy Vĩnh Long tổ chức hội nghị công bố các quyết định của Ban Bí thư Trung ương Đảng về công tác nhân sự tại địa phương.
Theo các quyết định, Ban Bí thư chuẩn y ông Lữ Quang Ngời, Ủy viên BTV Tỉnh ủy, Chủ tịch UBND tỉnh Vĩnh Long giữ chức Phó Bí thư Tỉnh ủy Vĩnh Long nhiệm kỳ 2015-2020.